# Перика, Раймон
Раймон Перика (Raymond Péricat; 23 января 1873 года — 13 июля 1958) — деятель французского рабочего и левого движения, революционный синдикалист и коммунист. Во время Первой мировой войны (1914—1918) занимал интернационалистические и антивоенные позиции. После войны, за полтора года до Турского съезда СФИО, на котором была организована официальная секция Коминтерна (Французская коммунистическая партия), создал первую в стране коммунистическую партию, в идеологии которой сочетал ленинский большевизм с анархистскими концепциями.

## Биография

### Ранние годы профсоюзного активиста
С 12 лет работал на стройке. Из‑за тяжёлого труда в молодости у него развился варикоз. Рано присоединился к профсоюзному движению: в своей первой забастовке участвовал в 15 лет, тогда же впервые пострадал от полиции. В том же году, по собственным воспоминаниям, впервые исполнял «Интернационал» на похоронах одного из генералов Парижской коммуны. Став в 1908 году секретарём Федерации строителей Всеобщей конфедерации труда (должность, которую он занимал до 1912 года), сразу же был вынужден уехать в Бельгию из-за угрозы ареста всего руководства ВКТ правительством Клемансо после бурных событий под Парижем. Перика представлял свою Федерацию работников строительных профессий на съезде 13-15 июля 1913 года — последнем всеобщем собрании ВКТ до Первой мировой войны.

### Первая мировая война и борьба против неё
Во время войны Перика потратил много усилий на борьбу против националистических настроений в профсоюзах, ставших на социал-шовинистические позиции. 31 июля 1914 года он был единственным членом Национального конфедеративного комитета ВКТ, требовавшим выполнения решений предыдущих съездов начать всеобщую стачку против войны в случае её возникновения. Однако и самому ему пришлось отправиться воевать (он вспоминал: «у меня был выбор: либо я иду на фронт, либо меня расстреляют»).
Вскоре его демобилизовали из армии и он присоединился к революционно-синдикалистской группировке «Рабочая жизнь», которая в декабре 1915 года образовала первую левую антивоенную организацию — Комитет международных действий (CAI: Comité d’action internationale). Перика стал секретарём CAI. В последней занимал крайнюю левую позицию, открыто поддерживая и пропагандируя решения Циммервальдской конференции. На возражения большинства остальных членов комитета, опасавшихся пропагандировать Циммервальд, ответил, что «во имя революционного синдикализма — надо!» (выступавший перед ним Лев Троцкий сказал: «во имя международного социализма — надо»).
В 1916 Комитет объединился с Комитетом социалистического меньшинства в Комитет за возобновление международных отношений (Comité pour la réprise des rélations internationales), и Перика стал членом его исполнительного комитета. Комитет распался в феврале 1917 года, и контроль над его структурой получили такие социалисты, как Фернан Лорио, Шарль Раппопорт и Луиза Сомоно.

### «Единственный настоящий революционер» во Франции
Перика же основал новый Комитет профсоюзной защиты (Comité de défense syndicaliste), агитируя за всеобщую забастовку и требования немедленного мира. С энтузиазмом поддержал Февральскую революцию в России. Перика выбрали представителем французских антивоенных синдикалистов для поездки на международную социалистическую конференцию в Стокгольме, а также в Петроград для встречи с представителями Петроградского совета, но ему не дали визу. Уже во время Июльского кризиса 1917 года он наряду с другими синдикалистами и анархистами выступил в поддержку большевиков как самых последовательных российских социалистов, верных своим идеалам.
Во Франции к тому времени начался подъём забастовочного движения, особенно в бассейне Луары вокруг Сент-Этьена, однако стачки были подавлены, а их руководители, включая Раймона Перика и Андре Андрие, были арестованы.
Перика был задержан у дверей собственного дома по решению премьера Клемансо сразу после возвращения со съезда антивоенного меньшинства ВКТ в апреле 1918 года. Перика, несправедливо обвинённый в получении денег от большевиков, провёл 6 месяцев в военной тюрьме строгого режима, где чуть не умер от гриппа, пока не был выпущен в ноябре 1918 года. В марте 1919 года Ленин на открытии первого съезда Коминтерна назвал его «единственным настоящим революционером» во Франции.

### Послевоенная деятельность. Независимый коммунист
Позиция Перика после войны считалась «ультралевой», смесью большевизма с анархо-синдикализмом. Он основал и стал редактором газеты L’Internationale. В первом номере, опубликованном 15 февраля 1919 года, он требовал порвать со Вторым интернационалом и создать новое объединение революционных социалистических партий. 8 мая 1919 года Перика в основном с помощью анархистских элементов учредил Комитет за Третий интернационал (Comité pour la 3e Internationale). Перика и Альфред Росмер были в числе секретарей комитета. Однако большинство решило не рвать с ВКТ, но пропагандировать в профобъединении новый интернационал. Перика не согласился с таким подходом, желая образовать новую коммунистическую партию.
Перика обвинил комитет в недостаточной революционности и чрезмерном парламентаризме. Он стремился расширить забастовки, вспыхнувшие весной 1919 года, в полномасштабную революцию.
Перика создал новую леворадикальную партию, официально называвшуюся «Коммунистическая партия, французская секция Интернационала» (Parti Communiste, Section Française de l’Internationale) и опубликовавшую свои манифест и устав в начале июня 1919 года. Он призывал к всеобщей забастовке с целью свержения государства, которую предлагал заменить сетью самоуправляемых советов. 1 сентября 1919 года Лев Троцкий написал письмо Перика, Пьеру Монатту, Фернану Лорио и Альфреду Росмеру, в котором говорил об «узах дружбы» со всеми ними, очевидно надеясь преодолеть противостояние Перика с основной массой французских коммунистов. В октябре 1919 года Владимир Ленин в своей статье назвал издание Перика одной из двух коммунистических газет в Париже.
На первом послевоенном съезде ВКТ, проходившем в Лионе с 15 по 21 сентября 1919 года, Монатт, Перика, Гастон Монмуссо и Жозеф Томмази возглавили меньшинство, стремившееся привести ВКТ в Третий интернационал и установить диктатуру пролетариата.
Они возглавили Комитет революционных синдикалистов (Comités Syndicalistes Révolutionnaires) из 26 профсоюзов меньшинства, сформированный в октябре 1919 года. К тому времени L’Internationale была вынуждена прекратить публикации в сентябре 1919 года. В конце декабря 1919 группа Перика, преследуемая правительством и прессой, раскололась на «Коммунистическую партию» и Коммунистическую федерацию Советов. Официальная же Компартия была образована лишь впоследствии на базе большинства Соцпартии и ВКТ, включавшего недавних яростных социал-патриотов.

### Поздние годы
После очередной волны забастовок в 1920 году Перика, опасавшийся повторить судьбу Монатта, арестованного перед очередным съездом ВКТ «за коммунистический заговор», эмигрировал в Италию. Его ближайшие соратники, недавние анархисты, разочаровались в большевиках и к 1922 году стали крайне враждебными ФКП. Однако сам Перика отошёл от дел и в конце 1920‑х стал официальным членом ФКП.
Раймон Перика умер в Париже 13 июля 1958 года в возрасте 85 лет.